# 严关镇
严关镇，是中华人民共和国广西壮族自治区桂林市兴安县下辖的一个乡镇级行政单位。

## 行政区划
严关镇下辖以下地区：
杉树村、同志村、灵坛村、塘堡村、仙桥村和清水村。